# One red paperclip

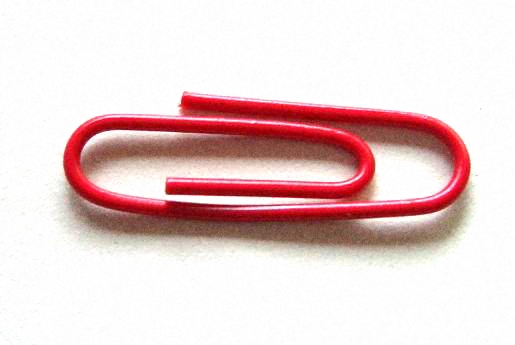
Det röda gemet som Kyle MacDonald bytte mot ett hus

One red paperclip (svenska: Ett rött gem) är en hemsida skapad av Kyle MacDonald, en kanadensisk bloggare som under en period på ett år bytte till sig ett hus från ett rött gem genom byteshandel över internet.
Hemsidan, som var inspirerad av barnspelet Bigger, Better (svenska: Större, bättre), blev uppmärksammad för att den loggade alla byten. "Många har frågat hur jag skapade så mycket publicitet runt projektet, och mitt enkla svar är: 'jag har ingen aning', berättade han för BBC.

## Byten

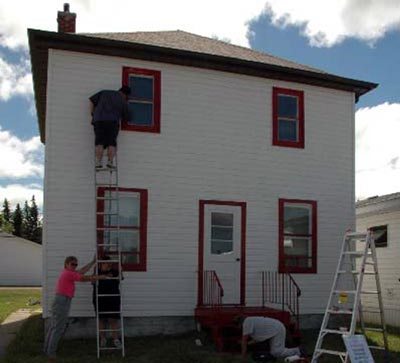
Kyle MacDonalds hus i Kipling, Saskatchewan, Kanada

MacDonald gjorde det första bytet, ett rött gem mot en fiskformad penna, 14 juli 2005. Han nådde sitt mål att byta till sig ett hus på det fjortonde bytet då han bytte en filmroll mot ett hus.
Lista över alla byten MacDonald gjorde:
- 14 juli 2005 åkte han till Vancouver, Kanada, och bytte gemet mot en fiskformad penna.
- Samma  dag i Seattle, Washington, USA, bytte han pennan mot ett handgjort dörrhandtag i formen av en skulptur. Han kallade handtaget "Knob-T".
- 25 juli 2005 reste han till Amherst, Massachusetts, USA, med en kompis och bytte "Knob-T" mot ett Coleman-campingkök (inklusive bränsle).
- 24 september 2005 åkte han till San Clemente, Kalifornien, USA, och bytte campingköket mot en Honda-generator.
- 16 november 2005, efter att generatorn hade blivit konfiskerad av New York City Fire Department, gjorde han ett andra försök att byta bort generatorn. Han fick då ett partykit: ett tomt ölfat, en skuldsedel som kunde bytas mot en uppfyllning av ölfatet med öl av valfritt fabrikat, och en Budweiser-neonskylt.
- 8 december 2005 bytte han partykitet med Michel Barrette, en kanadensisk komiker och radiopersonlighet från  Quebec, mot en Ski-doo-snöskoter.
- Inom loppet av en vecka bytte han snöskotern mot en resa för två till Yahk, British Columbia, Kanada, i februari 2006.
- Runt 7 januari 2006 bytte han den ena platsen på resan mot en mindre lastbil.
- Runt 22 februari 2006 bytte han lastbilen mot ett skivkontrakt med Metal Works i Toronto, Kanada.
- Runt 11 april 2006 bytte han skivkontraktet med Jody Gnant mot ett års betald hyra i Phoenix, Arizona, USA.
- Runt 26 april 2006 bytte han årshyran mot en eftermiddag med Alice Cooper.
- Runt 26 maj 2006 bytte han eftermiddagen med Alice Cooper mot en Kiss-snökula med inbyggd motor.
- Runt 2 juni 2006 bytte han snökulan med Corbin Bernsen för en roll i filmen Donna on Demand.[2]
- Runt 5 juli 2006 bytte han filmrollen mot ett tvåvåningshus i Kipling, Saskatchewan, Kanada.

## Fotnoter
1. ↑  "A lot of people have been asking how I've stirred up so much publicity around the project, and my simple answer is: 'I have no idea'"